# Jean Pascal (boxe anglaise)
Pour les articles homonymes, voir Jean Pascal et Pascal.
Jean Pascal est un boxeur canadien né le 28 octobre 1982 à Port-au-Prince à Haïti. Il réside actuellement à Laval (Québec) et a représenté le Canada aux Jeux olympiques d'Athènes en 2004.

## Carrière amateur

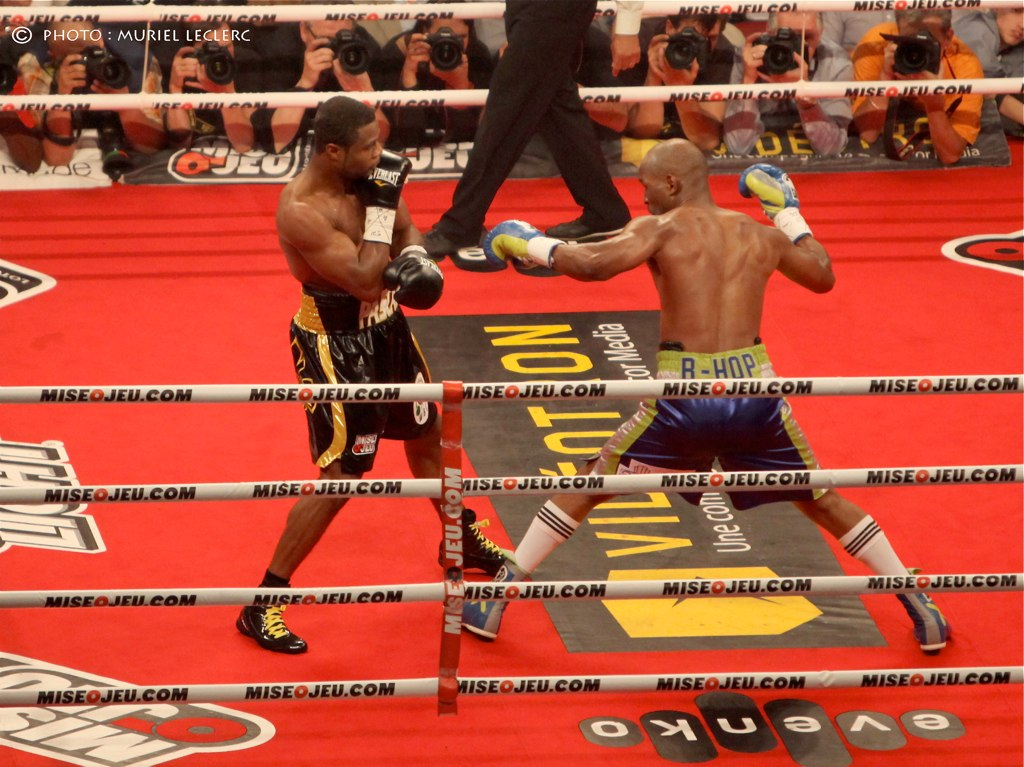
Pascal avec Hopkins.

Très jeune, Jean Pascal se découvre des aptitudes pour le hapkido, le football et le hockey. Mais c’est à l’adolescence, en suivant les traces de son frère aîné, Nicholson Poulard, que Jean tombe en amour avec ce qui allait devenir sa passion: la boxe. À 13 ans, il commence une carrière chez les amateurs qui le mènera vers sept championnats canadiens. Durant cette période, Jean remporte une médaille d’or aux Jeux de la Francophonie de 2001, la médaille d’or des super welters aux Jeux du Commonwealth de 2002, puis une médaille de bronze des poids moyens aux Jeux panaméricains de 2003. En 2004, Jean est sélectionné pour représenter le Canada aux Jeux olympiques d’Athènes; il est cependant défait à son premier combat par le Cubain Yordanis Despaigne. Il termine sa carrière chez les amateurs avec une fiche de 103 victoires contre 18 défaites.

## Carrière professionnelle
C’est en 2005 que Jean décide de faire le saut chez les professionnels. Le 10 décembre 2005, il remporte le titre québécois ainsi que canadien des super moyens en battant Martin Desjardins. En 2006, il s'empare du titre TAB (Trans America Boxing) contre Darnell Boone puis du titre WBC Latino face à Lucas Green Arias et enfin du titre de la North American Boxing Organization (NABO, affiliée à la World Boxing Organization) en battant le boxeur précédemment invaincu Jermain Mackey.
Le 10 mars 2007, au Casino de Montréal, Jean Pascal bat aux points en 12 rounds Lafarrell Bunteng et conserve ainsi son titre NABO des 76 kilos (168 livres).
Le 8 juin, il stoppe au 10e round Christian Cruz et réunifie les ceintures de champion d'Amérique du Nord poids super-moyens de la NABO, de la North American Boxing Association (NABA, affiliée à la World Boxing Association) et de la North American Boxing Federation (NABF, affiliée au World Boxing Council).
Jean bat ensuite au 3e round Esteban Camou le 6 octobre 2007, Brian Norman aux points le 7 décembre 2007 et Omar Pittman encore aux points le 11 janvier 2008. Une chance mondiale lui est alors offerte le 6 décembre 2008 mais il s'incline par décision unanime en 12 rounds contre Carl Froch (118-110, 117-111 et 116-112) pour le titre WBC des super-moyens.
Le 4 avril 2009, il bat Pablo Daniel Zamora Nievas par KO dans la 5e reprise et s'empare du titre vacant WBO Inter-Continental des super moyens.
Il obtient le 19 juin 2009 une seconde chance pour un titre mondial, cette fois celui des mi-lourds WBC, en affrontant le boxeur roumain invaincu Adrian Diaconu. Cette fois Jean Pascal s'impose aux points à l'unanimité des juges,.
Pascal conserve sa ceinture le 25 septembre 2010 en stoppant au 10e round l'italien Silvio Branco,, une seconde fois Diaconu le 11 décembre 2009 et Chad Dawson le 14 août 2010 au Centre Bell de Montréal,. Il conserve également son titre en faisant un match nul contre Bernard Hopkins le 18 décembre 2010 au Colisée Pepsi de Québec mais perd le combat revanche le 21 mai 2011, Bernard Hopkins devient d'ailleurs le plus vieux boxeur à devenir champion du monde. Il repousse ainsi le record qui était détenu par George Foreman.
Le 18 janvier 2014, il bat Lucian Bute par décision unanime des juges au terme des 12 rounds. Les trois juges ont remis des cartes de 116-112, 117-110 et 117-111 en faveur de Pascal (29-2-1) qui a ainsi signé une première victoire majeure depuis celle sur Chad Dawson en août 2010. Le combat s'est déroulé au Centre Bell à Montréal, Québec, devant 20 479 spectateurs. Il est en revanche battu par Sergey Kovalev le 14 mars 2015 par arrêt de l'arbitre au 8e round puis le 30 janvier 2016 par abandon au 7e round lors du combat revanche ainsi que contre Dmitry Bivol, champion WBA des mi-lourds, le 24 novembre 2018.
En 2019, il bat aux points successivement Marcus Browne et Badou Jack.
Le 20 mai 2022 à Plant City en Floride il l'emporte par décision unanime contre Meng Fanlong.
Le 16 mars 2023, Jean Pascal combat à la Place Bell Michael Eifert et s'incline aux points à l'unanimité des trois juges.

## Vie personnelle
La mère de Jean quitte Haïti à la fin des années 1980 avec ses deux garçons pour aspirer à une vie meilleure au Québec. Jean est alors âgé de 4 ans. Sa mère s'installe à Laval, en banlieue de Montréal. Jean, qui a appris à parler le créole haïtien, est donc obligé d'apprendre le français.
Jean Pascal est père d'une fille prénommée Angel, qu'il a eu à vingt ans.